# Alan Baró
Alan Baró Calabui (Darnius, 22 giugno 1985) è un calciatore spagnolo, difensore del Peralada.

## Carriera
Dopo aver giocato nelle serie inferiori spagnole con Peralada e Figueres, nell'estate 2009 passa all'CA Osasuna con la quale esordisce in Copa del Rey.
L'8 luglio 2010 passa all'Albacete.
In seguito passa al Ponferradina dove diviene una colonna della retroguardia e con i quali segna la prima rete da professionista il 9 dicembre 2012 nella vittoria casalinga per 3-1 contro il Mirandés.
Il 7 luglio 2016 si trasferisce agli australiani del Melbourne Victory con i quali colleziona 26 presenze in A-League.
Passa quindi al Central Coast Mariners , del quale viene nominato capitano.